# Acanthonevra nigrifacies
Acanthonevra nigrifacies är en tvåvingeart som först beskrevs av de Meijere 1914.  Acanthonevra nigrifacies ingår i släktet Acanthonevra och familjen borrflugor. Inga underarter finns listade i Catalogue of Life.